# فرانسيسكو لا روزا
فرانسيسكو لا روزا (بالإيطالية: Francesco La Rosa)‏ (9 ديسمبر 1926 في إيطاليا - 8 أبريل 2020) هو لاعب كرة قدم إيطالي في مركز الهجوم، شارك في الألعاب الأولمبية الصيفية 1952. وشارك مع منتخب إيطاليا لكرة القدم. أما مع النوادي، فقد لعب مع نادي باليرمو ونادي برو باتاريا ونادي تريستينا ونادي سارونو 1910 ‏ وسوندريو كلاسيو ‏.

## وصلات خارجية
- فرانسيسكو لا روزا على موقع قاعدة بيانات كرة القدم.إي يو (الإنجليزية)
- فرانسيسكو لا روزا على موقع ناشيونال فوتبول تيمز (الإنجليزية)
- فرانسيسكو لا روزا على موقع عالم كرة القدم.نت (الإنجليزية)
- فرانسيسكو لا روزا على موقع اللجنة الأولمبية الدولية (الإنجليزية)
- فرانسيسكو لا روزا على موقع أوليمبيديا (الإنجليزية)